# أماندا سيدوال
أماندا كارولينا فيلهيلمينا سيدوال (بالسويدية: Amanda Sidvall)‏ (25 يوليو 1844 - 11 يناير 1892) فنانة ورسامة سويدية. درست في باريس في سبعينيات القرن التاسع عشر ولديها أعمال معروضة في الصالون في أوائل ثمانينيات القرن التاسع عشر.  

## السيرة الشخصية
وُلدت سيدوال في ستوكهولم في 25 يوليو 1844 ، وهي ابنة لكل من الدباغ سفين لورينتز سيدوال وزوجته فريدريكا كريستسنا. درست هي وشقيقتها ماتيلدا رسم الزينة ورسم الوجوه في عام 1860 في كلية الفنون والحرف في ستوكهولم. كانت من بين أول مجموعة من الطالبات الاتي درسن في قسم النساء في الأكاديمية الملكية السويدية للفنون عندما افتتحت عام 1864.  إلى جانب زميلتها الطالبة آنا نوردغرين ‏ ، واصلت دراستها تحت قيادة توني روبرت فلوري في أكاديمية جوليان  في باريس (1874-1977) ، حيث طورت أسلوبًا أكثر حرية، يمكن رؤيته في لوحة مينا كارلسون بريدبرغ ‏ .  
بقيت في باريس لعدة سنوات، حيث تلقت نقدا جيدا وعرضت أعمالها في متحف لوكسمبورغ ‏ ، حيث باعت عملين، بما في ذلك لوحة محاضرة "intéressante" و التي تظهر فتاة تقرأ لرجل مسن. لديها أيضًا العديد من اللوحات التي تم قبولها في الصالون في عامي 1880 و 1882. على الرغم من أنها لم تحصل على أي جوائز، إلا أنها تمكنت من بيع العديد من الأعمال للخاصة وللدولة.
في عام 1883 ، عادت إلى ستوكهولم كفنانة معروفة. وافتتحت أستوديوها الخاص بها حيث كانت تدرس الطلاب. توفيت هي وأمها بسبب الأنفلونزا في شتاء 1891-1892، حيث كان يوم وفاتها هو 11 يناير 1892. 
اشتهرت أعمال سيدوال لأول مرة على نطاق واسع في عام 1942 ، أي بعد 50 عامًا من وفاتها، عندما تم عرضها في ستوكهولم. كما ظهرت الأأعمال في معارض مختلفة في أواخر القرن العشرين، في كل من باريس وستوكهولم. 

## روابط خارجية
- السيرة الذاتية ل @ Svenskt Biografiskt Lexikon